# Iulius Paulus
Iulius Paulus lub krócej Paulus – rzymski jurysta. Żył na przełomie II i III wieku. 
Nieznane są dokładne daty urodzin i śmierci Juliusza Paulusa. Pełnił wysokie funkcje państwowe. Początkowo był asesorem (asystentem) prefekta pretorianów Papiniana. Za czasów Heliogabala (218–222) przebywał na wygnaniu. Prawdopodobnie został prefektem pretorian po śmierci Ulpiana w 223 za Aleksandra Sewera (222–235), należał do rady cesarskiej (consilium principis) za czasów Septimusa (193–211), Karakalli (211–217) i Aleksandra Sewera. 
Miał ius publice respondendi. Zaliczony do 5 największych jurystów w Konstytucji raweńskiej z 426 roku, co powodowało, że jego opinie miały moc prawa. Napisał ponad 300 ksiąg niezachowanych, z których fragmentów obficie korzystali kompilatorzy justyniańscy, tworzący Digesta, 1/6 Digestów złożona jest z jego dzieł. Jego debiutanckie dzieła to Notae i Epitomae. Jego najważniejsze działa to Libri ad edictum (80 ksiąg o prawie pretorskim) i Libri ad Sabinum (16 ksiąg o prawie cywilnym), zawierały całościowy materiał z zakresu ius civile i ius honorarium. Pozostawił po sobie dzieła o charakterze dydaktycznym (Institutiones w 2 księgach i Regulae w 7 księgach), a także wiele komentarzy do ustaw i uchwał senatu. Pozostałe jego dzieła to: Brevia (23 księgi), Quastiones (26 ksiąg), Decreta (3 księgi), Responsa (23 księgi) i Sententiae bardzo popularne w późniejszych czasach, szczególnie w okresie tworzenia prawodawstwa królestw barbarzyńskich powstałych po upadku cesarstwa zachodniorzymskiego. 